# 布氏斑馬
布氏斑馬（學名：Equus quagga burchellii）是平原斑馬的一个南部亚种。該亞種的名字來自於英国探险家和博物学家威廉·约翰·伯谢尔。布氏斑馬是唯一可以合法养殖並供人食用的斑马亚种。布氏斑馬高度為1.1米至1.4米，体重在500至700磅之间。